# Double Dutch (Steenhuis/Schilperoort)
Double Dutch is een elpee van Wout Steenhuis en Peter Schilperoort uit 1970. Steenhuis musiceerde op dat moment in Engeland, waar het album ook werd uitgegeven, en Schilperoort speelde bij de Dutch Swing College Band waarin ook Steenhuis in 1946/47 meegespeeld had. Het album werd opgenomen met The Roland Shaw Orchestra. Op het album staan jazzklassiekers.

## Nummers
| Nummer | Naam                    |
| ------ | ----------------------- |
| A1     | Li'l darlin'            |
| A2     | Yesterdays              |
| A3     | Three men in a boat     |
| A4     | The world keeps turning |
| A5     | Patricia                |
| A6     | Basin St. blues         |
| B1     | Soul brothers           |
| B2     | A whiter shade of pale  |
| B3     | Quena blues             |
| B4     | Grains of sand          |
| B5     | Blues for soprano       |
| B6     | Double Dutch            |